# Relaciones Argentina-Laos
Relaciones Argentina - Laos se refiere a las relaciones internacionales entre las naciones de la República Argentina y la República Democrática Popular Lao. La Argentina está ubicada en América del Sur, mientras que Laos está ubicado en el Sudeste Asiático. La República Argentina no cuenta con un representante oficial localizado en Laos, sin embargo, el representante de la Argentina ante la República Democrática Popular Lao es el embajador de la República Argentina en Tailandia. La embajadora argentina concurrente en el Reino de Tailandia es Ana Maria Ramírez.

## Historia
En los últimos años, el gobierno de Laos y Argentina expresaron su interés en el fortalecimiento de los lazos entre los dos países. Esto fue confirmado por la visita a Laos de la Subsecretaría de la Política Exterior de la Argentina en agosto de 2014. Durante esta visita, que se completó el 29 de agosto de 2014, Laos y Argentina manifestaron su interés en incrementar la cooperación bilateral, incluida en los foros multilaterales para beneficio mutuo al suscribir en Vientián un memorando de entendimiento. El memorando de entendimiento fue firmado por la Subsecretaría de la Política Exterior de la Argentina María Carolina Pérez Colman y su par anfitrión Sounthone Xayachak. También han tenido una sesión de trabajo en la que analizaron posibilidades de ampliación de vínculos entre ambas Repúblicas. El mismo día, la señora Carolina Pérez Colman y su delegación hicieron una visita de cortesía al primer ministro y Ministro de Asuntos Exteriores, Sr. Thongloun Sisoulith.